# Оскалуса (Ајова)
Оскалуса (енгл. Oskaloosa) град је у америчкој савезној држави Ајова. По попису становништва из 2010. у њему је живело 11.463 становника.

## Демографија
Према попису становништва из 2010. у граду је живело 11.463 становника, што је 525 (4,8%) становника више него 2000. године.
| Група             | 2000.          | 2010.          |
| Белци             | 10.408 (95,2%) | 10.562 (92,1%) |
| Афроамериканци    | 127 (1,2%)     | 229 (2,0%)     |
| Азијати           | 144 (1,3%)     | 196 (1,7%)     |
| Хиспаноамериканци | 138 (1,3%)     | 270 (2,4%)     |
| Укупно            | 10.938         | 11.463         |